# Squalius cephaloides
Squalius cephaloides é uma espécie de peixe actinopterígeo da família Cyprinidae.
Apenas pode ser encontrada na Turquia.